# Dřenice (Cheb)
Dřenice (německy Treunitz) jsou vesnice, část města Cheb ve stejnojmenném okrese v Karlovarském kraji.

## Historie
Prvně se Dřenice zmiňují v roce 1273. Před druhou světovou válkou zde žilo ve 36 domech 217 lidí. Po vysídlení německého obyvatelstva zůstala vesnice prázdná. Až později, když byla vybudována přehrada Jesenice, se z Dřenic stalo vyhledávané místo a bylo zde založeno několik kempů. Dnes zde trvale žije přibližně 15 lidí.

## Přírodní poměry
Dřenice se nacházejí přibližně pět kilometrů východně od Chebu na severním břehu přehradní nádrže Jesenice v nadmořské výšce 447 metrů.
Místní pískovna s odhalenými vrstvami sedimentů je názornou ukázkou stratigrafie Chebské pánve. Pískovna je nalezištěm tzv. chebských vltavínů.

## Obyvatelstvo
Při sčítání lidu v roce 1921 zde žilo 196 obyvatel, z nichž byl jeden Čechoslovák, 194 Němců a jeden cizinec. Všichni obyvatelé se hlásili k římskokatolické církvi.
| Rok            | 1869 | 1880 | 1890 | 1900 | 1910 | 1921 | 1930 | 1950 | 1961 | 1970 | 1980 | 1991 | 2001 | 2011 | 2021 |
| -------------- | ---- | ---- | ---- | ---- | ---- | ---- | ---- | ---- | ---- | ---- | ---- | ---- | ---- | ---- | ---- |
| Počet obyvatel | 263  | 257  | 251  | 221  | 202  | 196  | 217  | 77   | 12   | 6    | 1    | 13   | 15   | 33   | 50   |
| Počet domů     | 38   | 38   | 38   | 36   | 36   | 36   | 36   | 18   | 3    | 2    | 2    | 3    | 3    | 9    | 8    |

## Obecní správa
Při sčítání lidu v letech 1850–1952 Dřenice byly osadou obce Jesenice v okrese Cheb. Od roku 1953 jsou částí města Cheb ve stejnojmenném okrese.

## Pamětihodnosti
- V Dřenicích se nachází původně románský kostel svatého Oldřicha z 12. století, který byl v 17. století barokně přestavěn. V dnešní době nemá žádné vnitřní vybavení a je ve velmi špatném stavu. Okolo něj se nacházel německý hřbitov, který po letech komunismu zpustl. V minulých letech byl revitalizován a nalezené náhrobky byly rozestavěny okolo kostela.
- Před kostelem se nachází také jeden smírčí kříž, který sem byl přenesen z místa, které je dnes zatopeno přehradou.
- Na západním okraji vesnice se nad vodní nádrží dochovaly pozůstatky dřenického hradiště.[8]
- V prostoru mezi vesnicí a štěrkovnou se nachází dvě památkově chráněné archeologické lokality, z nichž západní byla pravděpodobně z velké části zničena těžbou písku a východní bývalým hřbitovem a výstavbou silnice. Z obou míst pochází nálezy z období mezolitu a mladší doby bronzové, ve které v nich stávala sídliště osídlená lidem lužické kultury.[9][10]